# Мрежницький Варош
45°26′ пн. ш. 15°30′ сх. д. / 45.43° пн. ш. 15.50° сх. д.
Мрежницький Варош (хорв. Mrežnički Varoš) — населений пункт у Хорватії, у Карловацькій жупанії у складі міста Дуга Реса.

## Населення
Населення за даними перепису 2011 року становило 904 осіб.
Динаміка чисельності населення поселення: